# مفاعل الرافدين النووي
مفاعل الرافدين أو مفاعل رافدين-1 هو مفاعلٌ نوويّ عراقيّ لم ينشأْ, أقرّ بنائه بعد توقيع الإتفاق النووي مع أمريكا بتاريخ 5-2-1957 بحضور الرئيس الأمريكي أيزنهاور والأمير عبد الإله.

## نص الإتفاق
وينصّ على تجهيز أمريكا العراق بمفاعلٍ بحثي يعمل بالماء الخفيف ذو سعة (5MWt) وتنشئهُ شركة (General atomics) الأمريكية وهو هدية الشّعب الأمريكيّ والمفاعل يُدرَج ضمن برنامج أيزنهاور (الذرّة من أجل السّلام) حيث وقّعتْ أمريكا مع دول حلف بغداد (العراق- إيران- باكستان) لبناء نفس المفاعل لكلّ دولة.

## مصير المفاعل ومكتبته النووية
استلمَ العراق من أمريكا عام 1954 مكتبةً نوويةً ثمّ سنة 1957 افتتِحَ مختبرٌ نوويّ أمريكيّ في بغداد وكان العمل سيستغرق 36 شهراً قبل تحميل الوقود والبدء بالتشغيل.
كانتْ تسمية المفاعل هي (Baghdad Research Reactor) (BRR) واقترِحَ تسميته فيما بعد بـ (الرافدين-1).
وصل المفاعل يوم 13 تموز عام 1958 لميناء البصرة في 16 حاوية من ضمنها الوقود النووي بزنة 7 كغم من اليورانيوم 235 عالٍ التخصيب وتبدأ المهمة ببناء المفاعل بواسطة مقاول أمريكي ثمّ يأتي فريق تحميل الوقود بمهمة تستغرق 3 أشهر للتشغيل والتسليم والإستلام من قبل (محمّد كاشف الغطاء) وفريقه ولكن بعد إنقلاب 14 تموز وتوتّر الأوضاع وعدم استقرارها قرّرتْ الولايات المتحدة سحب حاويات المفاعل ونقلها إلى ميناء عبادان الإيرانيّ لتركيبها في العاصمة طهران وبالفعل يوم 21 تموز نُقِلَتْ 15 حاوية من مستودعات ميناء البصرة إلى ميناء عبادان واُكمِلَ بناء المفاعل بجامعة طهران سنة 1966 وبدأ التشغيل بعدها بسنةٍ واحدةٍ وهو يعمل إلى الآن وسميّ بـ(TTR).

### مكتبته النووية
عندما تمّ نقل الحاويات من ميناء البصرة إلى ميناء عبادان فإنّ الحاوية الأخيرة نُسِيَتْ بمستودع رقم 3 بميناء البصرة وهي لمكتبة المفاعل وتشمل الكتيبات المتعلّقة بالمفاعل والوقود وخلاياه وبعض الأجهزة الخاصة بالتخصيب، في سبعينات القرن العشرين حَولتْ لجنة من وزارة الصناعة الحاوية لعهدة الوزارة وظلّ في قبو وزارتها ظنًّا منهم أنّها وثائق خاصة بإحدى مصانعهم ومكثتْ الحاوية وأجهزتها بقبو وزارة الصناعة حتّى بداية الثمانينات من القرن العشرين (أيّ بعد ربع قرن) حين اكتشفها أحد موظفو الأرشيف وفحصها خبير طاقة ذرية ونُقِلَتْ بعدها لمخازن الهيئة، وبعد الأحداث الّتي تلتْ الغزو العراقي للكويت ودخول هيئة التفتيش الدولية الخاصة بالملف النوويّ وخصوصا بعد عام 1997 ولغرض إخفائه عن أعين المفتشين الدوليين تمّ وضعهُ في إحدى عربات قطار (بغداد~البصرة) واستمر  مع القطار حتّى سنة 2003 حيث اختفى بعدها نتيجة حرق داخل العربات الّتي احترقتْ في البصرة.